# Earina autumnalis
Earina autumnalis är en orkidéart som först beskrevs av Johann Georg Adam Forster, och fick sitt nu gällande namn av Joseph Dalton Hooker. Earina autumnalis ingår i släktet Earina och familjen orkidéer. Inga underarter finns listade i Catalogue of Life.

## Bildgalleri

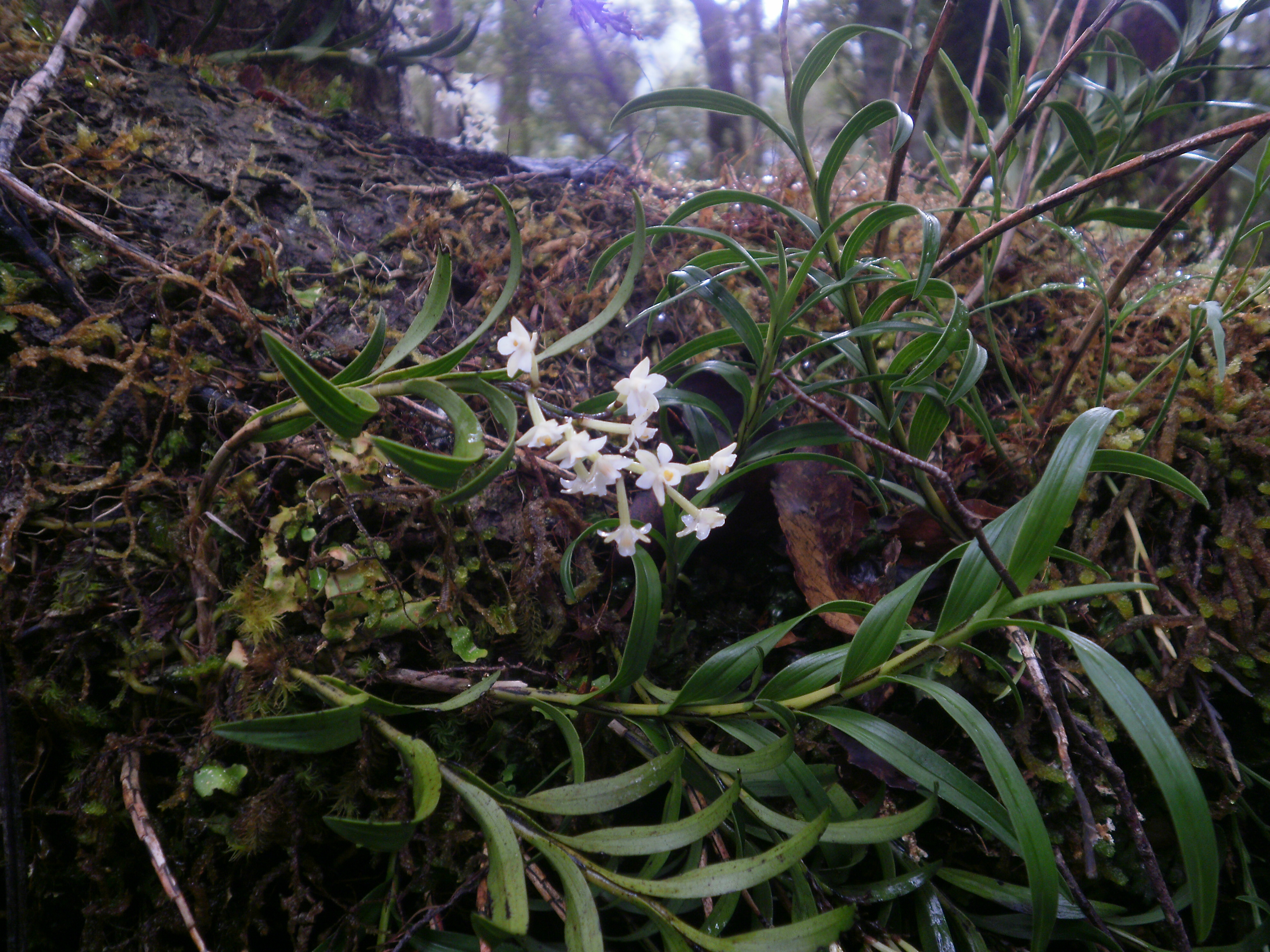
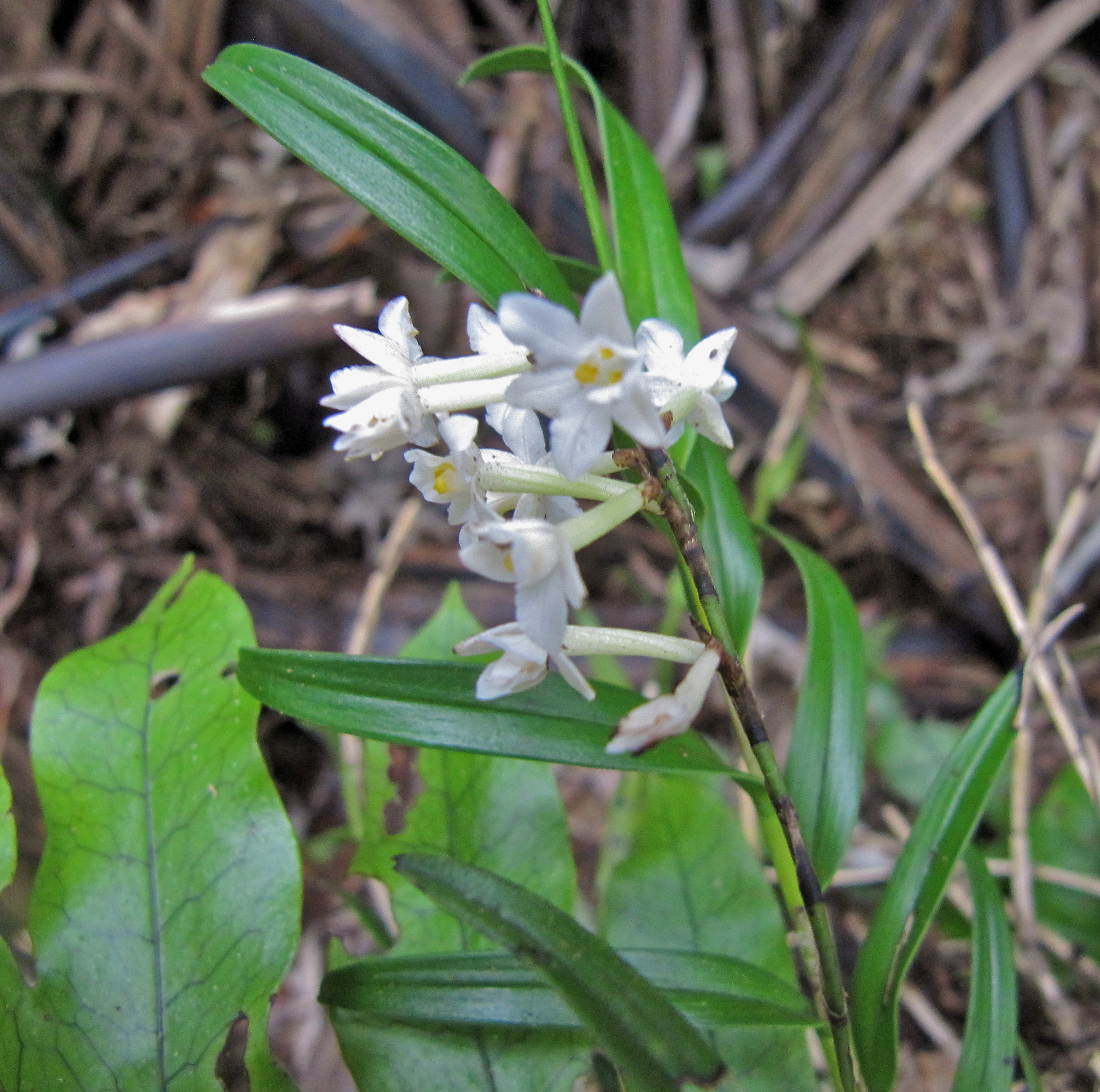
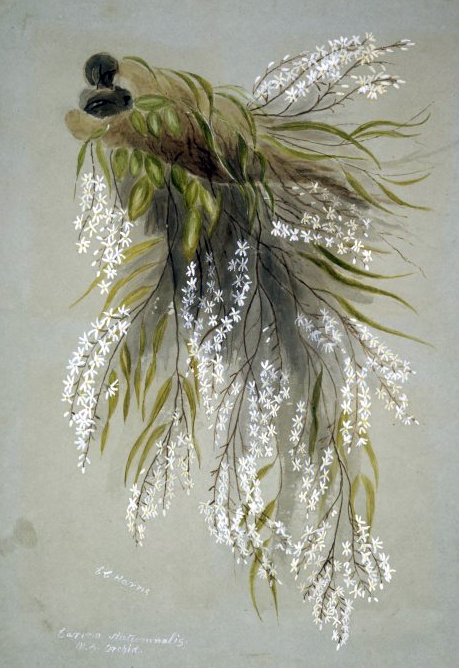
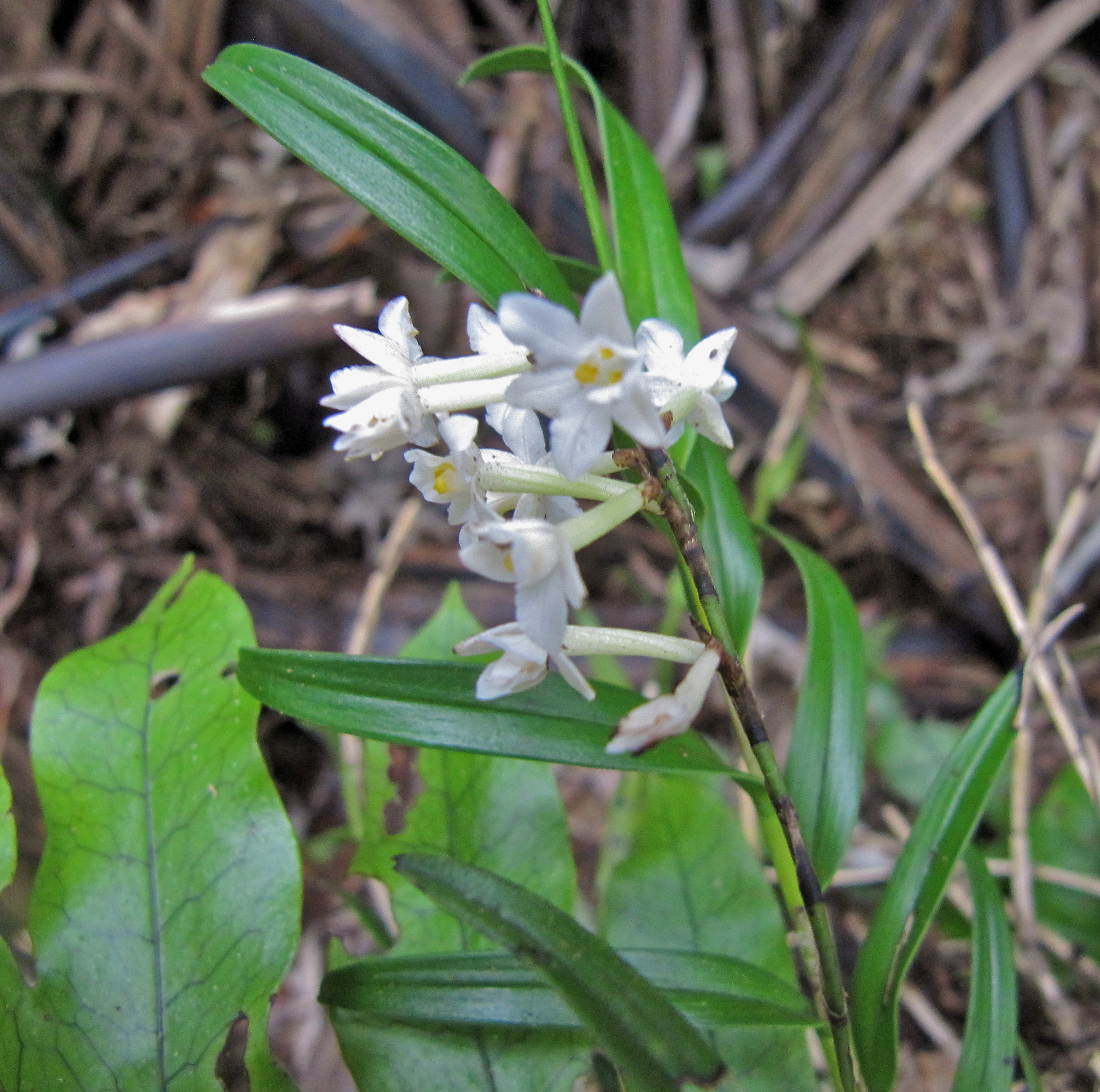